# 湯志民
湯志民（英語：Tang Chih-Min），臺灣臺北人，臺灣省立花蓮師範專科學校畢業、國立臺灣師範大學教育學士、國立政治大學教育學碩士及博士，曾任國立政治大學教育學院院長、國立政治大學教育學特聘教授、國立政治大學附屬高級中學創校校長、中華民國學校建築研究學會理事長。2014年12月25日，擔任臺北市政府教育局局長，2016年9月25日向市長柯文哲遞出辭呈，於10月1日去職。2021年獲國立東華大學第4屆傑出校友。2022年12月25日回任蔣萬安市府團隊的臺北市教育局局長。

## 經歷
- 1975年花蓮優秀青年
- 1976年臺灣省立花蓮師範專科學校（今國立東華大學花師教育學院）班級第一名畢業
- 臺北縣江翠國小教師(1976.8～1982.10)
- 臺北縣政府教育局課員(1982.10～1985.11)
- 臺灣省政府教育廳科員(1985.11～1986.5)
- 1985年斐陶斐榮譽學會會員 ( 政大教研所 )
- 1985年省立花蓮師院第三屆傑出校友
- 基隆市政府教育局督學﹑國教課長1986.5～1987.8)
- 臺北市立師範學院初教系﹑國教所兼任副教授(1991.9～)
- 臺北市政府教育局祕書﹑專員﹑督學﹑第一﹑二科科長 (1987.8～1995.8)
- 1989年教育學術團體聯合年會服務獎
- 1995年教育學術團體聯合年會木鐸獎
- 政大附中籌備處主任、校長 （1998～2009）
- 1999 年佛教慈濟慈善事業基金會榮譽董事 ( 捐贈新臺幣100萬元 )
- 2004 年政大教學特優教師
- 2006 年政大傑出服務教師
- 2006 年學校建築之光
- 2007 年捐贈 100 萬元設置「政大附中大智慧獎助學金」
- 2009 年教育部優秀公教人員
- 國立政治大學教育系主任、教育學院副院長 (2010～2012)
- 2010 年榮獲政大97學年度教師與研究人員傑出服務獎
- 2010 年教育學術團體聯合年會木鐸獎（學校建築研究學會）
- 101 學年度政大特聘教授（2012～2014）
- 教育學院院長（2012～2014）
- 國中校務評鑑委員
- 大學兼任教授 ( 市教大、國北教大、空大 )
- 高中兼任教師 ( 建中補校、北一女補校 )
- 2012 年當選中華民國學校建築研究學會理事長

## 著作

### 個人專著
- 湯志民(民75)。國民中學學校建築研究。臺北：五南圖書出版公司。
- 湯志民(民79)。學校建築與校園規畫。臺北：臺北市政府教育局。
- 湯志民(民81初版、民89二版、民95三版)。學校建築與校園規畫。臺北：五南圖書公司。
- 湯志民(民87)。學校遊戲場的設計。臺北：臺北市政府教育局。
- 湯志民(民90)。幼兒學習環境設計。臺北：五南圖書公司。
- 湯志民(民91)。學校遊戲場。臺北：五南圖書公司。
- 湯志民(民91初版、民95二版)。臺灣的學校建築。臺北：五南圖書公司。
- 湯志民(民103)。校園規劃新論。臺北：五南圖書公司。
- 湯志民(民104)。後教改的教育革新與發展。臺北：學富文化。
- 湯志民(民111)。學校建築規劃：理論與實務。臺北：五南圖書公司。
- 湯志民(民111)。教育設施規劃新視界。臺北：五南圖書公司。

### 合著
- 蔡保田﹑李政隆﹑林萬義﹑湯志民和謝明旺(民77)。臺北市當前學校建築四大課題研究──管理﹑設計﹑造形﹑校園環境。臺北：臺北市研考會。
- 毛連塭﹑吳清山﹑劉春榮﹑湯志民和陳明終(民81)。一九九二年國民教育政策及問題調查報告。臺北：國立教育編譯館。
- 秦夢群、朱子君、黃旭鈞、郭昭佑、何宣甫、湯志民、林偉人(民96)。學校行政。臺北：五南圖書公司。
- 段慧瑩、湯志民、范熾文等(民103)。中華民國教育年報102年(上下)。臺北：國家教育研究院。
- 丁一顧、吳清山、周崇儒、張德銳、林天祐、林雍智、湯志民、蔡菁芝(民106)。教育行政學(第二版)。臺北：心理。
- 劉哲瑋、吳清山、呂詩婷、唐淑華、單文經、張復萌、彭煥勝、李玉馨、林逢祺、楊國揚、沈心慈、湯志民、溫明麗、王令宜、王如哲、王立心、羅心妤、葉坤靈、蘇永明、鄭崇趁、陳伊琳、陳憶芬、陳明溥、陳萩紋、顏榮泉(民107)。邁向教育4.0：智慧學校的想像與建構。臺北：學富文化。

## 外部連結
- 湯志民個人資訊 （页面存档备份，存于）